# 龙厅
龙厅（Dragon Hall）是一座中世纪商人的交易大厅，一级登录建筑，位于诺福克郡诺里奇国王街，靠近温苏姆河，自2018年以来，成为国家写作中心 （National Centre for Writing）的所在地。在北欧由一个人拥有这样的贸易大厅，非常独特。该建筑位于十五世纪穿过城市的主要道路上，水运可经大雅茅斯到低地国家。龙厅现在被公认为诺里奇的中世纪建筑瑰宝之一，也是这座城市的标志性建筑。
一楼的大厅建于15世纪，但部分建筑更古老。考古研究表明，大厅下方有一个大约1000年的盎格鲁-撒克逊小屋。大约在1427年，诺里奇商人罗伯特·托佩斯将这里重新开发为商业综合体。屋顶雕刻有14条龙。大厅使用约1000棵夏櫟树建造。在建筑的后部，开辟一个院子，可以通过河道进行进出口。大厅下有一个仓库区。